# Signiphora hyalinipennis
Signiphora hyalinipennis är en stekelart som beskrevs av Girault 1913. Signiphora hyalinipennis ingår i släktet Signiphora och familjen långklubbsteklar.
Artens utbredningsområde är Paraguay. Inga underarter finns listade i Catalogue of Life.